# Юрна

Юрна — река в России, протекает в Вологодской области, в Нюксенском районе. Устье реки находится в 44 км по левому берегу реки Городишна. Длина реки составляет 10 км.
Исток Юрны находится в болотах в 6 км к северо-западу от села Городищна. Течёт по лесам на юго-запад, за километр до устья на правом берегу деревня Сарафановская. Впадает в Городишну тремя километрами юго-западнее села Городищна.

## Данные водного реестра
По данным государственного водного реестра России относится к Двинско-Печорскому бассейновому округу, водохозяйственный участок реки — Северная Двина от начала реки до впадения реки Вычегда, без рек Юг и Сухона (от истока до Кубенского гидроузла), речной подбассейн реки — Сухона. Речной бассейн реки — Северная Двина.
По данным геоинформационной системы водохозяйственного районирования территории РФ, подготовленной Федеральным агентством водных ресурсов:
- Код водного объекта в государственном водном реестре — 03020100312103000009241
- Код по гидрологической изученности (ГИ) — 103000924
- Код бассейна — 03.02.01.003
- Номер тома по ГИ — 03
- Выпуск по ГИ — 0